# Жартас (Коксунский сельский округ)
Жартас (каз. Жартас) — село в Абайском районе Карагандинской области Казахстана. Входит в состав Коксунского сельского округа. Находится примерно в 14 км к западу от районного центра, центра города Абай. Код КАТО — 353253200.

## Население
В 1999 году население села составляло 368 человек (168 мужчин и 200 женщин). По данным переписи 2009 года, в селе проживало 357 человек (167 мужчин и 190 женщин).